# Catocala valeria
Catocala valeria là một loài bướm đêm trong họ Erebidae.